# Kościół ewangelicko-augsburski w Szczytnie
Kościół ewangelicko-augsburski w Szczytnie – kościół parafialny należący do diecezji mazurskiej Kościoła Ewangelicko-Augsburskiego w RP.

## Historia

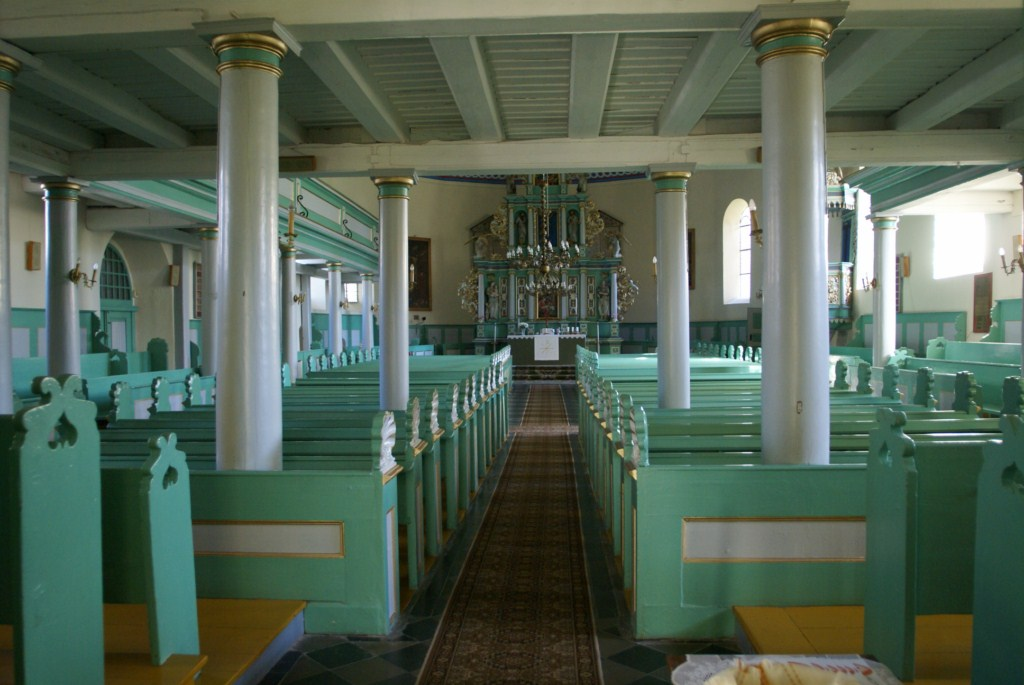
Wnętrze kościoła

Najstarszy kościół w mieście. Jest to świątynia murowana wzniesiona w latach 1717-1719. Kościół budował majster (Maurermeister) Matz z Królewca. W 1860 roku stare organy zostały wycenione na sumę 150 talarów. Jesienią 1862 zostały one zdemontowane, a w 1862 roku organomistrz Terletzki skonstruował nowy instrument. W 1907 roku został on przebudowany i zmodernizowany, a w latach trzydziestych XX wieku został przerobiony na elektryczny. Niestety w dniu 10 października 1970 roku, organy zostały zniszczone przez pożar. W latach 1906-1907 budowla została przebudowana. Wieża została nadbudowana, dach otrzymał nowe pokrycie, wnętrza, ołtarz i ambona zostały odnowione. Zapewne w tym czasie została również dostawiona kruchta przed wejściem głównym. Została wymieniona stolarka okienna i częściowo drzwiowa. Kościół otrzymał nową posadzkę. W latach trzydziestych dwudziestego stulecia zostało zainstalowane centralne ogrzewanie. Świątynia przetrwała I i II wojnę światową. Po wspomnianym wyżej pożarze, była remontowana w latach 1972-1973. Kolejne prace zostały wykonane w latach 1975-1976 i 2000-2005.